# Ишковский сельский совет (Козовский район)
Ишковский сельский совет (укр. Ішківська сільська рада) — входит в состав
Козовского района
Тернопольской области
Украины.
Административный центр сельского совета находится в 
с. Ишков.

## История
- 1785 — дата образования.

## Населённые пункты совета
- с. Ишков
- с. Росоховатец
- с. Дворище